# Jean Meslier

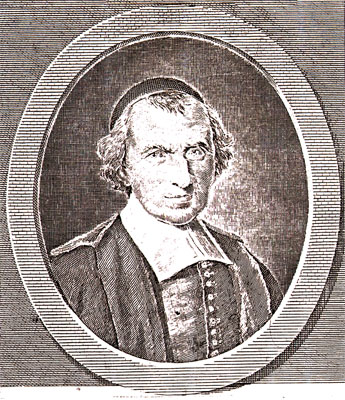
Jean Meslier

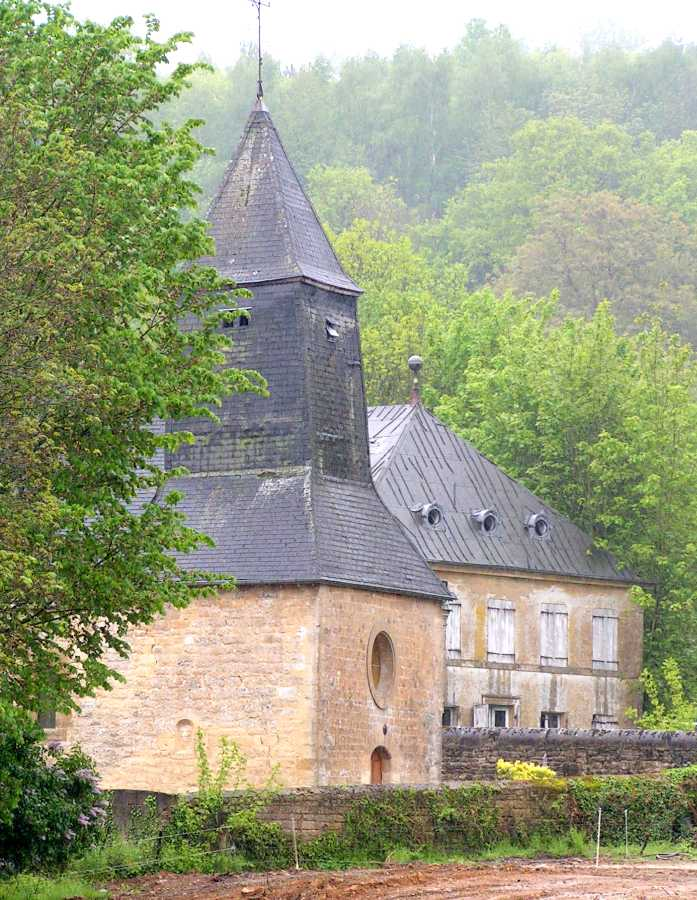
Het kleine kerkje, waar Jean Meslier van 1689 tot 1729 de mis opdroeg.

Jean Meslier (Mazerny, 15 juni 1664 - Étrépigny, 17 juni 1729) was een Frans dorpspastoor die bij zijn overlijden bij wijze van testament een manuscript naliet waarin hij het atheïsme aanprees.

## Leven
Jean Meslier was zoon van een textielhandelaar en had aan een Frans seminarie gestudeerd. Veertig jaar lang, van 1689 tot 1729, had hij braaf zijn plichten vervuld als pastoor van de plattelandsparochie Étrépigny, niet ver van Charleville-Mézières in wat tegenwoordig het Franse departement Ardennes is.
Bij de bisschoppelijke inspecties had hij altijd een goede notering gekregen, met één uitzondering, in 1716, toen de plaatselijke landheer zich bij de bisschop erover beklaagd had dat de pastoor hem gekapitteld had voor zijn gebrek aan christelijke naastenliefde tegenover zijn pachters. Voor deze "onbeschaamdheid" had hij van de bisschop een reprimande gekregen. Maar verder was het - ogenschijnlijk - een heel rustige pastoorscarrière.
Bij zijn overlijden bleek dat hij een manuscript van meer dan duizend bladzijden had nagelaten – vervaardigd in drie verschillende handgeschreven kopieën, in bewaring gegeven bij drie verschillende notarissen – waarin hij alle leerstellingen van de Kerk weerlegde. Hij stelde honderden interne tegenstrijdigheden vast in de tekst van de Bijbel en stelde een groot aantal absurditeiten aan de kaak. Het is duidelijk dat hij in de loop der jaren eerst was gaan twijfelen aan de juistheid van het christelijk geloof, en dat die twijfel vervolgens was verhard tot volledige verwerping, gepaard gaande met een grote frustratie omdat het priesterschap het enige vak was dat hij geleerd had en hij geen andere broodwinning had, zodat hij zijn parochianen jaar in, jaar uit dezelfde verhalen moest vertellen, die naar zijn eigen overtuiging leugens waren.
In de bibliotheek van de pastoor vond men een exemplaar van het destijds beroemde werk van Fénelon, Démonstration de l'existence de Dieu (Bewijs van het bestaan van God), dat door de van zijn geloof gevallen pastoor in de marge koortsachtig van aantekeningen was voorzien, waarin hij de redeneringen van Fénélon stuk voor stuk probeerde te weerleggen.
In zijn "Testament" vroeg Jean Meslier zijn parochianen om vergiffenis voor het feit dat hij hen jarenlang had misleid. Het duurde niet lang voordat kopieën van uittreksels van het "Testament" onderhands begonnen te circuleren.
Voltaire, d'Holbach, Frederik II van Pruisen, Jean-Jacques Rousseau, Diderot, d'Alembert en alle Encyclopedisten zouden het werk lezen en de invloed van Meslier ondergaan. Voltaire liet in 1762 uittreksels publiceren van dit werk, dat zo subversief was dat hij er een "gekuiste" versie van maakte waarin het radicale atheïsme van Meslier wordt afgezwakt tot het door Voltaire maatschappelijk veiliger geachte deïsme. De radicale atheïst D'Holbach zou een onverzachte uitgave publiceren, onder de titel Le bon sens du Curé Jean Meslier, suivi de son testament.

## Citaten
Het beruchtste citaat uit het "Testament" van Meslier luidt:
« ... souhaitait que tous les grands de la terre et que tous les nobles fussent pendus et étranglés avec des boyaux de prêtres. »
("...wenste dat al de groten der aarde en alle edelen zouden worden opgehangen en gewurgd met darmen van de priesters.") (uit het Avant-propos, deel 2; in de uitgave van Coda ISBN 9782849670279, pagina 14)

## Uitgaven
De eerste volledige editie, verzorgd door Rudolf Carel d'Ablaing van Giessenburg , verscheen in 1864 in Amsterdam onder de titel Le Testament de Jean Meslier, curé d'Étrépigny et de But en Champagne, décédé en 1733:
- Tome I
- Tome II
- Tome III

- Bibsys: 90739846
- Biblioteca Nacional de España: XX1030545
- Bibliothèque nationale de France: cb11915728k (data)
- Catàleg d'autoritats de noms i títols de Catalunya: 981058524566006706
- CiNii: DA02644445
- Gemeinsame Normdatei: 118581295
- International Standard Name Identifier: 0000 0001 1934 9788
- Library of Congress Control Number: n50036932
- Nationale Bibliotheek van Letland: 000307449
- Bibliotheek van het Japanse parlement: 01039078
- Nationale Bibliotheek van Tsjechië: skuk0000863
- Nationale bibliotheek van Australië: 35348189
- Nationale Bibliotheek van Israël: 987007265348805171
- Nederlandse Thesaurus van Auteursnamen: 070780072
- Réseau des bibliothèques de Suisse occidentale: 02-A000113378
- Istituto Centrale per il Catalogo Unico: MILV094610
- SNAC: w6x63q20
- Système universitaire de documentation: 02702492X
- Trove: 920840
- Virtual International Authority File: 59086549
- WorldCat: E39PBJdctMR3PBWtWkpkTrMVmd